# Xã Verona, Michigan
Xã Verona (tiếng Anh: Verona Township) là một xã thuộc quận Huron, tiểu bang Michigan, Hoa Kỳ. Năm 2010, dân số của xã này là 1.259 người.